# Zama (Kanagawa)
Zama (座間市?) è una città giapponese della prefettura di Kanagawa.